# اوورنو
اوورنو (به فرانسوی: Auvernaux) یک کمون در فرانسه است که در Seine-et-Oise واقع شده‌است. اوورنو ۶٫۵۰ کیلومتر مربع مساحت دارد.